# Hasenkrug
Hasenkrug ist eine Gemeinde im Kreis Segeberg in Schleswig-Holstein.

## Geografie

### Geografische Lage und Ortsteile
Das Gemeindegebiet von Hasenkrug erstreckt sich vom Zusammenfluss der Bachläufe Hardebek-Brokenlander- sowie Wiemersdorfer Au zur Brokstedter Au in östlicher sowie nordöstlicher Richtung in einer ländlichen Umgebung. Landschaftlich ist das Gebiet eingebettet in den Naturraum der Holsteinischen Vorgeest (Haupteinheit Nr. 698), eines der schleswig-holsteinischen Geestgebiete.
Siedlungsgeografisch besteht sie einzig aus dem namengebenden Dorf.

### Nachbargemeinden
Das Gemeindegebiet Hasenkrugs ist umringt von jenen der Gemeinden:
| Brokstedt |                                             | Arpsdorf |
|           | Kompassrose, die auf Nachbargemeinden zeigt |          |
|           | Armstedt                                    | Hardebek |

## Geschichte
Der Ort wurde 1523 erstmals urkundlich erwähnt und bekam 1998, zur 475-Jahr-Feier, eine eigene Flagge.

## Politik

### Gemeindevertretung
Bei der Kommunalwahl am 14. Mai 2023 wurden insgesamt neun Sitze vergeben. Von diesen erhielt die Kommunale Wählervereinigung Hasenkrug sieben Sitze und die Bürger für Hasenkrug zwei Sitze.

### Wappen
Blasonierung: „In Gold ein erniedrigter, flacher blauer Sturzsparren. Oben ein roter Hase im Lauf, unten zwei auswärts geneigte grüne Eichenblätter.“

## Wirtschaft und Verkehr
Die ursprünglich überwiegend von der Urproduktion der Landwirtschaft geprägte Wirtschaftsstruktur der Gemeinde wandelt sich zusehends hin zu der einer typischen Pendlergemeinde in die benachbarten Wirtschaftszentren.
Im Jahr 2002 wurde das neue Dorfhaus eingeweiht. In dieses integriert ist der Markttreff „Dörpshöker“. Dieser sichert die Versorgung mit Nahrungsmitteln und frischen Backwaren.
Der motorisierte Individualverkehr erreicht das Gemeindegebiet von Hasenkrug bei Fahrt auf der Landesstraße 122, die westlich vom Ortskern in nord-südlicher Richtung verläuft. Hier zweigt die Landesstraße 260 in östlicher Richtung ab, die am Rande der Anschlussstelle Großenaspe (Nr. 16) der Bundesautobahn 7 von Norden auf die Landesstraße 319 trifft.
Der Bahnhof in Brokstedt und die Haltestellen der AKN in Bad Bramstedt und Neumünster sind die nächstgelegenen Stationen im SPNV im Nahverkehrsverbund Schleswig-Holstein.

## Bilder

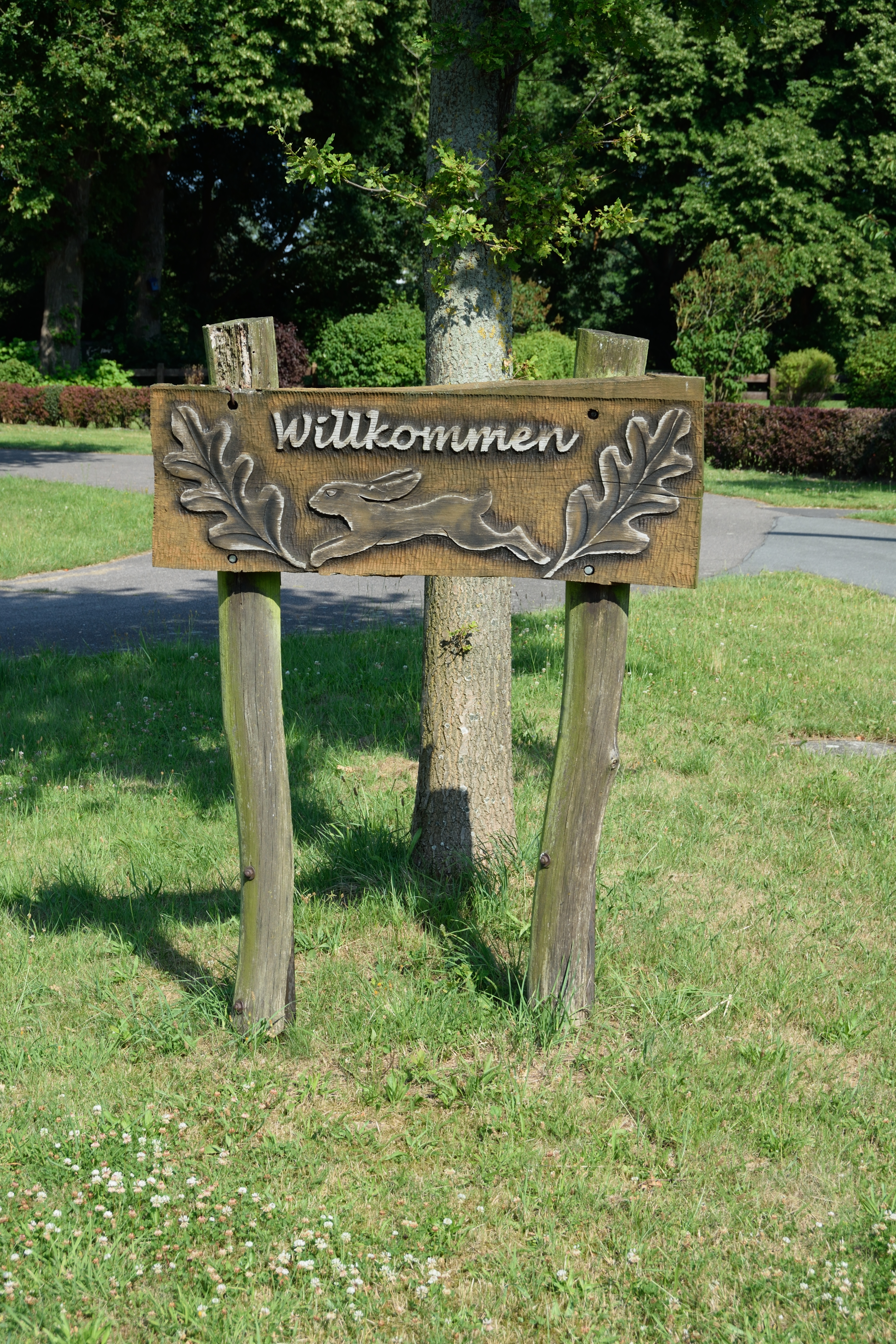
Am Ortseingang von Hasenkrug
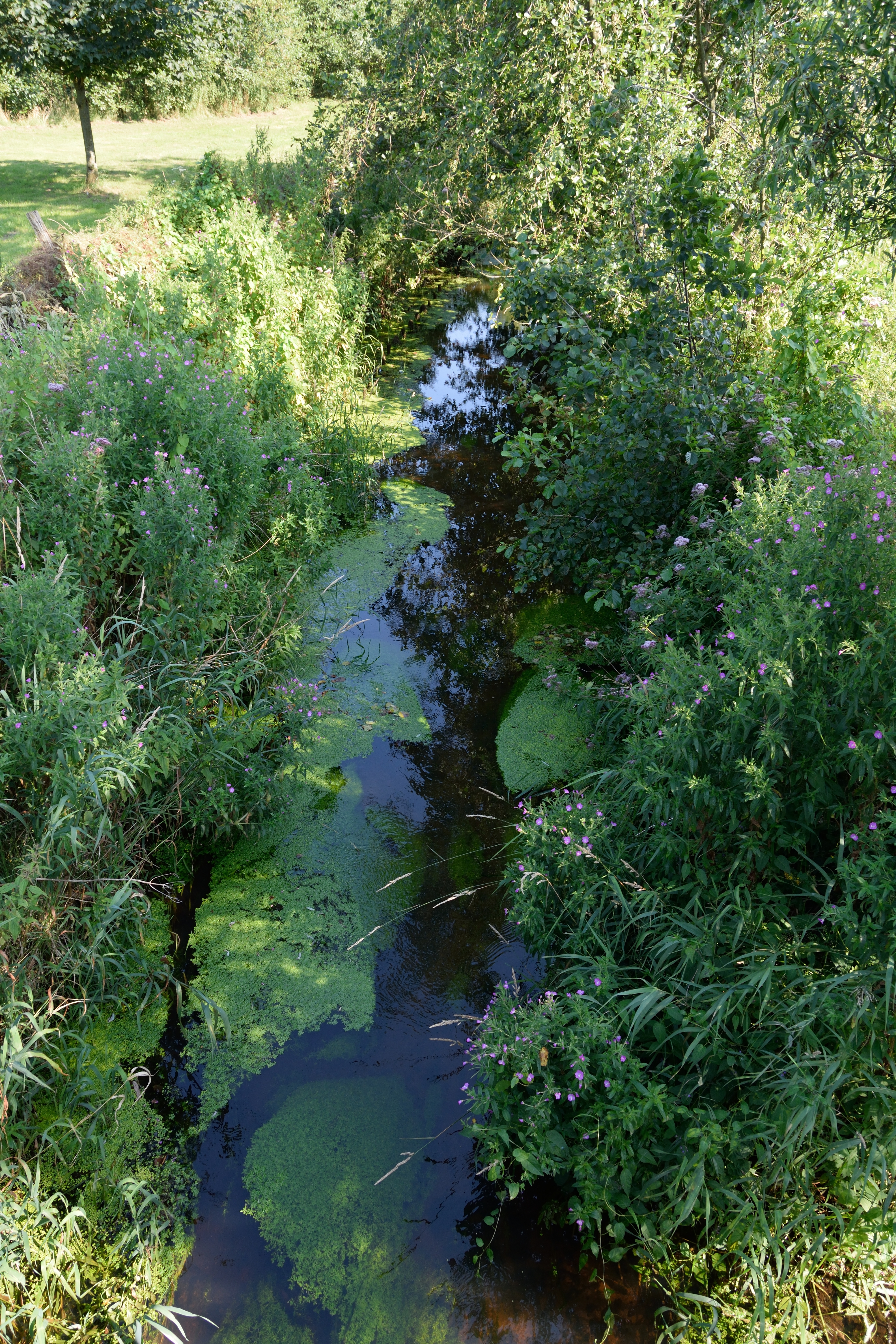
Die „Wiemersdorfer Au“ in Hasenkrug
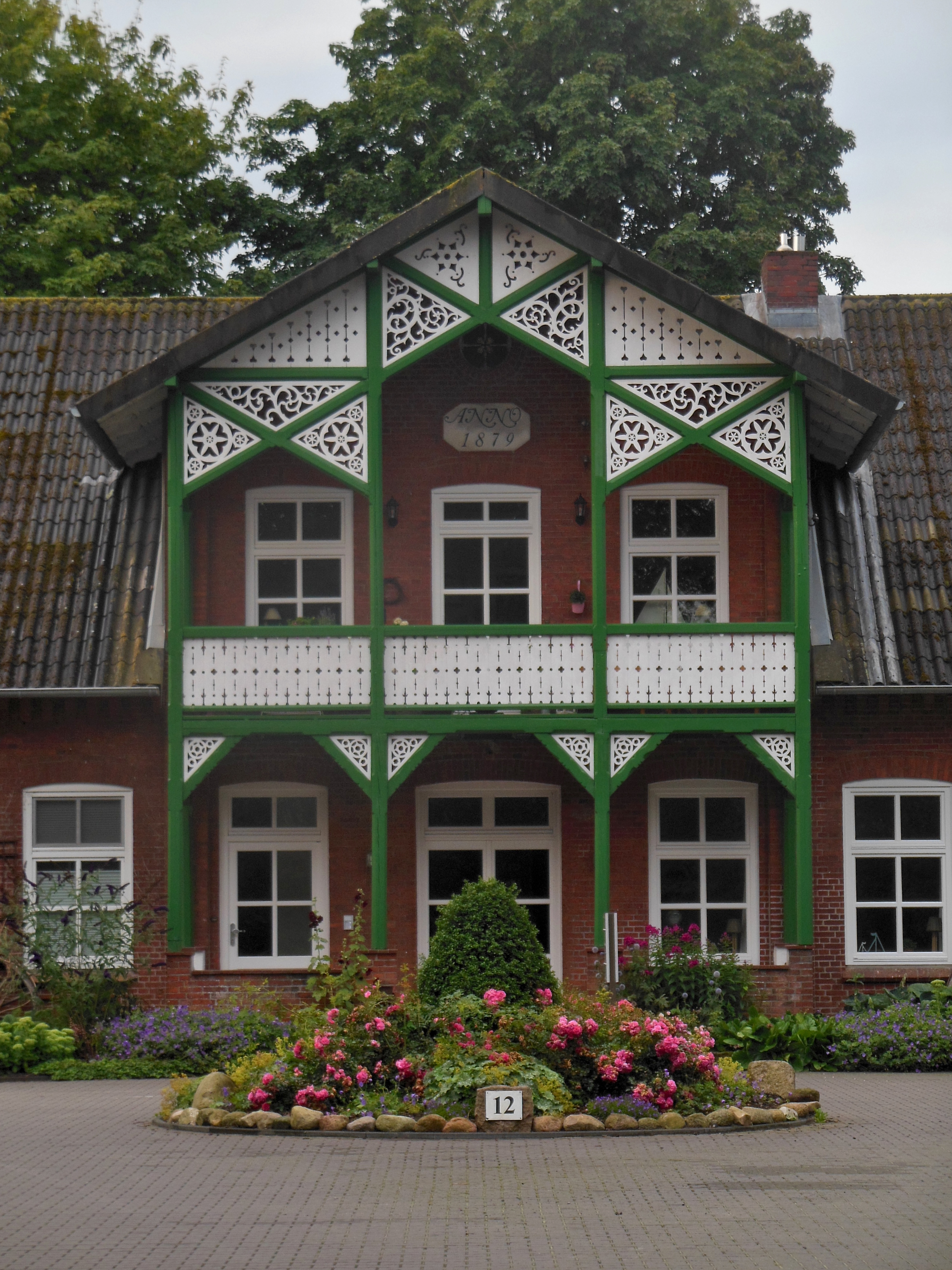
Schweizerhausstil an einem Bauernhaus in der Dorfstraße 12 in Hasenkrug